# Patinatge de velocitat als Jocs Olímpics d'hivern de 1960 - 1.500 metres masculins

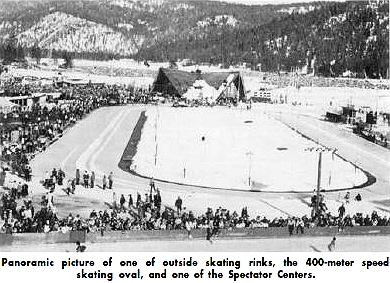
Imatge general de la seu del patinatge de velocitat sobre gel als Jocs Olímpics d'hivern de 1960.

Als Jocs Olímpics d'Hivern de 1960 celebrats a la ciutat de Squaw Valley (Estats Units) es disputà una prova de patinatge de velocitat sobre gel sobre una distància de 1.500 metres en categoria masculina. La competició se celebrà el dia 26 de febrer de 1960 a les instal·lacions de Squaw Valley.

## Comitès participants
Participaren 48 patinadors de velocitat de 16 comitès nacionals diferents.
| - Alemanya (4) - Austràlia (2) - Àustria (2) - Canadà (3) - Corea del Sud (3) - Dinamarca (1) - Estats Units (4) - Finlàndia (4) |  | - França (2) - Itàlia (3) - Japó (4) - Noruega (4) - Països Baixos (2) - Regne Unit (2) - Suècia (4) - Unió Soviètica (4) |

## Resum de medalles
| Or              | Argent        | Bronze       |
| Roald Aas       | No es concedí | Boris Stenin |
| Yevgeny Grishin | No es concedí | Boris Stenin |

## Rècords
Rècords establerts anteriorment als Jocs Olímpics d'hivern de 1960.
| Rècord del món | 2:06.3 m | Juhani Järvinen | Squaw Valley (USA)  | 1 de març de 1959   |
| Rècord olímpic | 2:08.6 s | Yevgeny Grishin | Llac Misurina (ITA) | 30 de gener de 1956 |
| Rècord olímpic | 2:08.6 s | Yuri Mikhaylov  | Llac Misurina (ITA) | 30 de gener de 1956 |

## Resultats
El soviètic Yevgeny Grishin fou el primer patinador a aconseguir revalidar el seu títol olímpic en la prova de 500 metres, repetint així mateix el seu títol en 1.500 metres. En l'edició de 1956 compartí victòria amb el seu compatriota Yuri Mikhaylov i en aquesta ocasió amb el noruec Roald Aas. Grishin fou el segon patinador en revalidar títol en aquesta prova després de Clas Thunberg en les edicions de 1924 i 1928.
| Posició | Patinador          | Temps  |
| ------- | ------------------ | ------ |
| 1       | Roald Aas          | 2:10.4 |
| 1       | Yevgeny Grishin    | 2:10.4 |
| 3       | Boris Stenin       | 2:11.5 |
| 4       | Jouko Jokinen      | 2:12.0 |
| 5       | Per-Olof Brogren   | 2:13.1 |
| 5       | Juhani Järvinen    | 2:13.1 |
| 7       | Toivo Salonen      | 2:13.1 |
| 8       | André Kouprianoff  | 2:13.3 |
| 9       | Helmut Kuhnert     | 2:13.6 |
| 10      | Raymond Gilloz     | 2:14.2 |
| 11      | Knut Johannesen    | 2:14.5 |
| 12      | Gennadi Voronin    | 2:14.7 |
| 13      | Kurt Stille        | 2:15.8 |
| 14      | Colin Hickey       | 2:16.1 |
| 15      | Wim de Graaff      | 2:16.5 |
| 15      | Gunnar Sjölin      | 2:16.5 |
| 17      | Dick Hunt          | 2:17.7 |
| 18      | Olle Dahlberg      | 2:18.3 |
| 18      | Manfred Schüler    | 2:18.3 |
| 20      | Mario Gios         | 2:18.6 |
| 21      | Fumio Nagakubo     | 2:18.7 |
| 22      | Floyd Bedbury      | 2:18.9 |
| 23      | Keijo Tapiovaara   | 2:19.2 |
| 24      | Hermann Strutz     | 2:19.4 |
| 25      | Antonio Nitto      | 2:19.6 |
| 26      | Terry Monaghan     | 2:19.9 |
| 27      | Renato De Riva     | 2:20.6 |
| 28      | Bo Karenus         | 2:21.1 |
| 29      | Yoshitaki Hori     | 2:21.7 |
| 29      | Keith Meyer        | 2:21.7 |
| 31      | Harald Norden      | 2:22.1 |
| 31      | Lev Zaytsev        | 2:22.1 |
| 33      | Takeo Mizoo        | 2:22.6 |
| 34      | Shuji Kobayashi    | 2:23.0 |
| 35      | Eddie Rudolph      | 2:23.1 |
| 36      | Ralf Olin          | 2:23.5 |
| 37      | Roy Tutty          | 2:23.8 |
| 38      | Günther Tilch      | 2:24.8 |
| 39      | Hroar Elvenes      | 2:24.9 |
| 40      | Terry Malkin       | 2:25.0 |
| 41      | Jang Yeong         | 2:25.3 |
| 42      | Choi Yeong-Bae     | 2:26.7 |
| 43      | Johnny Sands       | 2:28.4 |
| 44      | Jang In-Won        | 2:30.7 |
| 45      | Larry Mason        | 2:35.3 |
| —       | Nils Aaness        | NF     |
| —       | Henk van der Grift | NF     |
| —       | Franz Offenberger  | NF     |

NF: no finalitzà